# Oliver Riedel
Oliver „Ollie“ Riedel (* 11. dubna 1971, Schwerin) je německý hudebník, baskytarista skupiny Rammstein.. Dříve působil také ve skupině s názvem The Inchtabokatables.

## Mládí
Oliver se narodil ve Schwerinu v tehdejším východním Německu. S rodiči měl dobrý vztah, což přikládá relativně malému věkovému rozdílu jednak mezi rodiči, jednak mezi rodiči a jím samotným. V dětství se naučil hrát na kytaru a později baskytaru. Vyučil se štukatérem a krátce se takto i živil, ale na začátku 90. let se začal naplno věnovat hudbě.

## Kariéra
V roce 1990 se Oliver jako devatenáctiletý stal členem folkové/punk rockové kapely The Inchtabokatables, když nahradil původní baskytaristku na mateřské dovolené. Skupina vydala celkem šest studiových alb, roku 2002 dlouhodobě přerušila činnost. S tehdejšími spolubydlícími Richardem Z. Kruspem a Christophem Schneiderem založil kapelu s názvem Tempelprayers. V roce 1994 v této sestavě spolu s Tillem Lindemannem vyhráli hudební soutěž Metro beat, kterou pořádal berlínský senát. Dostali možnost nahrát ve studiu čtyřskladbové demo. Krátce poté se k nim připojil Paul Landers a po delším váhání i Christian Lorenz, čímž vznikla skupina Rammstein.
V září 1995 vydali první album s názvem Herzeleid. Druhé (později platinové) album s názvem Sehnsucht vyšlo o dva roky později. V roce 2001 vydali Rammstein album Mutter a uspořádala turné po Evropě, které skončilo v červenci roku 2002. Členové skupiny byli v té době pod velkým tlakem, každý měl jiné ambice, vztahy byly napjaté. Nakonec si na čas vzali volno, v roce 2003 se rozhodli pokračovat a začali pracovat na dalším albu. Vyšlo o rok později pod názvem Reise, Reise.
Část písní, která se nedostala na Reise, Reise, vyšla v roce 2005 na albu Rosenrot. V pořadí šesté studiové album, Liebe ist für alle da, vydala skupina v říjnu 2009. Riedel k němu výjimečně poskytl rozhovor, ve kterém mimo jiné uvedl, že skupina je podle něj pevnější než kdy dřív. Písní bylo opět mnoho; Rammstein vybírali ty, které se nejlépe hodily k jejich stylu, zároveň se však dostalo i na experimenty v podobě orchestrálních prvků a nových nástrojů.
V květnu roku 2019 vyšlo sedmé, eponymní studiové album skupiny.
V roce 2022 vyšlo 8. Studiové album s názvem Zeit.

## Osobní život
Riedel se oženil se stylistkou a designérkou Marií Riedel. V roce 2002 se jim narodila dcera Emma. Oliver s rodinou žije v Berlíně.
Ve volném čase se věnuje rodině, fotografování a sportu, zejména skateboardingu a surfování, což zmínil ve videu o vytváření klipu k písni Keine Lust.

## Styl hraní

### Technika
Riedel hraje na baskytaru hlavně prsty, avšak během živých vystoupení používá při většině písní trsátko. Při hraní některých „měkčích“ písní (Seemann apod.) používá prstovou techniku podobnou hře na banjo. Na koncertech hraje na akustickou kytaru předehru k písni „Frühling in Paris“.

### Vybavení
- Sandberg California PM
- Sandberg Plasmabass signature model
- MusicMan Stingray (v začátcích skupiny)
- ESP Eclipse bass (při turné k albu Sehnsucht)
- Sandberg Plasmabass
- Glockenklang Heart-Rock Amp